# Bouvardia castilloi
Bouvardia castilloi är en måreväxtart som beskrevs av Attila L. Borhidi och García Gonz.. Bouvardia castilloi ingår i släktet Bouvardia och familjen måreväxter. Inga underarter finns listade i Catalogue of Life.